# Joseph Maria Baernreither
Joseph Maria Baernreither (* 12. April 1845 in Prag; † 19. September 1925 in Teplitz-Schönau) war ein österreichischer Politiker, Mitglied des Abgeordnetenhauses und des Herrenhauses des Wiener Reichsrats, Handelsminister (1898 und 1907), sowie 1916–1917 Minister ohne Portefeuille im Kabinett Clam-Martinic.

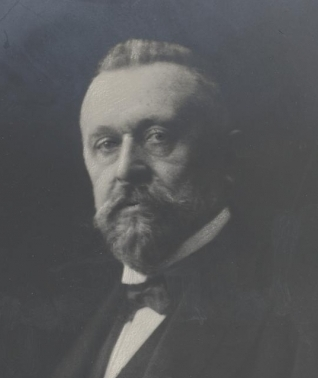
Joseph Maria Baernreither

## Leben

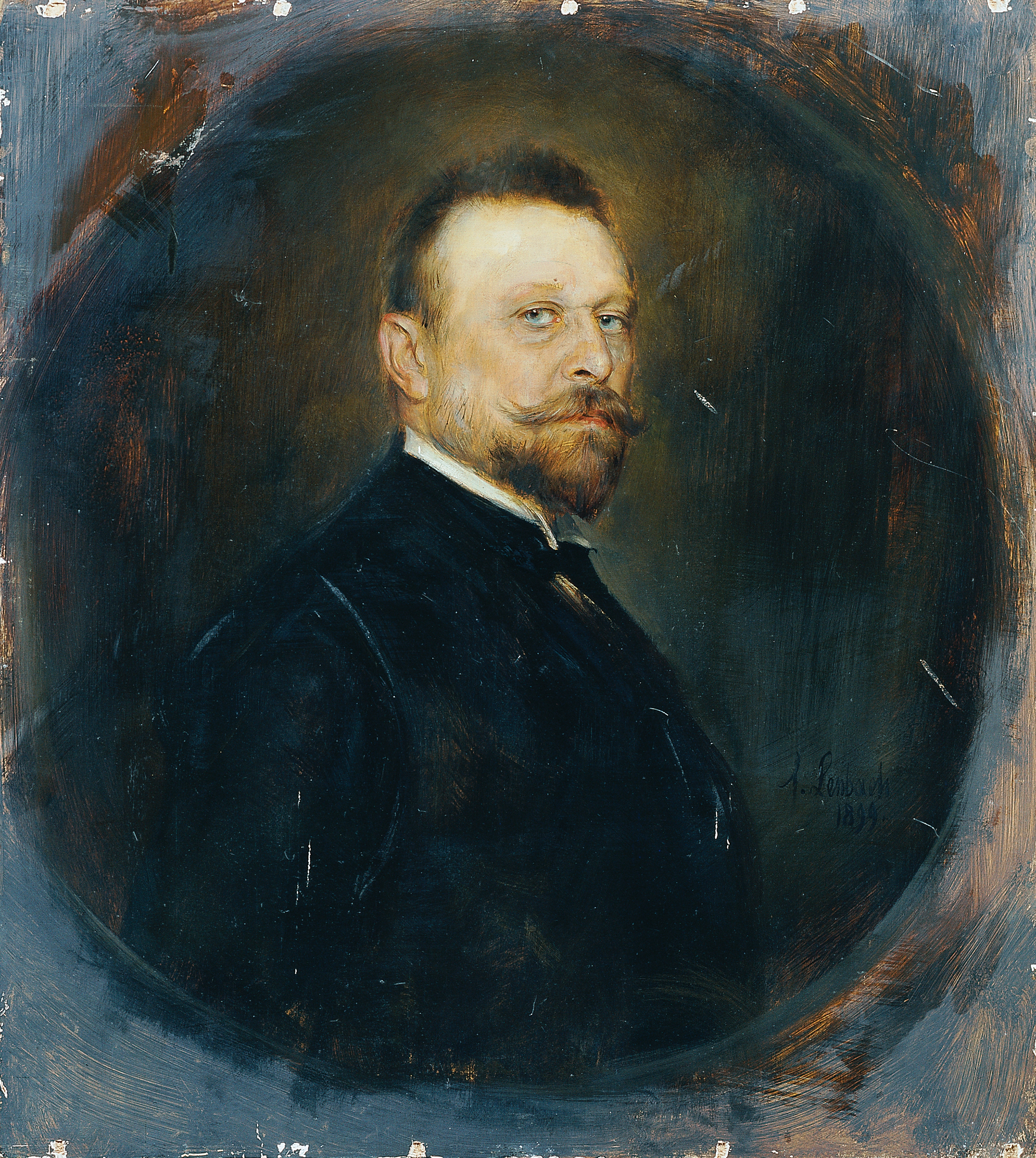
Porträt Baernreithers von Franz Seraph von Lenbach (1899)

### Herkunft und Ausbildung
Baernreither war der Sohn des reichen Wiener Gutsbesitzers und Industriellen Joseph Baernreither, der in Böhmen und Galizien Unternehmen besaß, und dessen Frau Josefa Antonie geborene Stelz. Joseph Maria Baernreither absolvierte das Kleinseiter Gymnasium in Prag 1863 mit Auszeichnung und studierte in Heidelberg und Prag Rechtswissenschaft. 1866 wurde er Mitglied des Corps Guestphalia Heidelberg. Baernreither wurde am 14. Dezember 1871 zum Dr. iur. promoviert. Danach war er in Prag und Reichenberg von 1871 bis 1875 provisorischer Gerichtsadjunkt (Gerichtspraktikant) und Richter, anschließend Ministerialvizedirektor im Justizministerium. Bei seiner Arbeit als Richter wurde er oft mit Kinderarmut konfrontiert, was seine spätere politische Arbeit beeinflusste.

### Politische Laufbahn
1878 bis 1883 sowie 1901 bis 1913 vertrat Baernreither als Abgeordneter im Prager Landtag die böhmischen Großgrundbesitzer, ab 1885 im Reichsrat für den Bezirk Eger die von ihm mitbegründete Partei des Verfassungstreuen Großgrundbesitzes.
Baernreither fühlte sich stets einer liberalen und sozialreformatorischen Politik verpflichtet und wollte auch „Österreich aus der Ära des Manchesterliberalismus herausführen“. In der liberalen Ära des Ministerpräsidenten Eduard Taaffe schuf er sich durch zahlreiche sozialliberale Reden und Anträge im Reichsrat ein hohes Ansehen. Er spielte bald innerhalb der Vereinigten deutschen Linken eine bedeutende Rolle im Parlament und war federführend bei der Reform des österreichischen Gerichtsverfahrens. In der Regierung Thun-Hohenstein war er von 7. März bis 3. Oktober 1898 kurzzeitig Handelsminister.
Die tiefen politischen Differenzen mit den Deutschnationalen seiner böhmischen Heimat, die ihn teilweise als „Verräter“ und „Intriganten“ bezeichneten, machten Baernreither zum gehassten Gegner des rechten Lagers.
Trotz aller Bemühungen schaffte es Baernreither bei den ersten allgemeinen Wahlen in Cisleithanien 1907 nicht, wieder ins Abgeordnetenhaus gewählt zu werden. Er konnte aber seine ihm so wichtige parlamentarische Arbeit wenig später im Herrenhaus fortsetzten, wo er sich den Verfassungstreuen Linken anschloss.
Er strebte jedoch keine Erhebung in den Adelsstand an. In dieser Zeit standen vor allem der Kinderschutz, die böhmischen Ausgleichsverhandlungen (Sprachenstreit) sowie die südslawische Frage im Mittelpunkt seiner Politik. Baernreither initiierte die zwei ersten Kinderschutzkongresse in Österreich 1907 und 1913.
Baernreither war vor dem Ersten Weltkrieg ein Gegner der „Kriegspartei“ und deren Wunsch nach trialistischer Angliederung Serbiens. Zur Kriegspartei, den Befürwortern einer kriegerischen Auseinandersetzung mit Serbien gehörten die wichtigsten Exponenten der Gesamtmonarchie, wie Ministerpräsident Karl Stürgkh, Generalstabschef Conrad von Hötzendorf, Finanzminister Leon von Biliński und Kriegsminister Alexander von Krobatin.
Baernreither warnte vor dem Plan der Kriegspartei, Serbien zu annektieren, denn ein demokratisches, an seine Selbständigkeit gewöhntes Volk ohne Adel und Großgrundbesitzer, mit einem ausdehnungsbedürftigen Staat revolutionären Ursprungs, könne man nicht als Reichstagsdelegation in das alte Österreich hineinzwängen. Er war außerdem ein Gegner der völligen Suspendierung der Verfassung durch die Regierung Stürgkh.
In der Regierung Clam-Martinic war Baernreither von 20. Dezember 1916 bis 23. Juni 1917 schließlich Minister ohne Geschäftsbereich, aktiv vor allem im Bereich der sozialen Fürsorge. Er bekam die Aufgabe ein Ministerium für Volksgesundheit und soziale Fragen zu gründen und arbeitete die Grundzüge der Jugendfürsorge mit selbständigen Jugendämtern aus. In seiner kurzen Amtszeit leistete er wesentliche Vorarbeiten für die zukünftige Entwicklung des österreichischen Sozialstaats.
Baernreither war Besitzer der böhmischen Grundherrschaften Linz/Lünz und Lust.
Nach seinem Tod am 19. September 1925 wurde er in der Familiengruft am Wolschaner Friedhof in Prag beigesetzt. Sein schriftlicher Nachlass ging an das Wiener Haus-, Hof- und Staatsarchiv, heute Teil des Österreichischen Staatsarchivs.

### „Mitteleuropa“
Als Vorsitzender des Mitteleuropäischen Wirtschaftsvereins und danach des Arbeitsausschusses für Mitteleuropa vertrat Baernreither das Mitteleuropa-Konzept Friedrich Naumanns, das eine engere politische und wirtschaftliche Annäherung der beiden Kaiserreiche zum Ziel hatte.

Im Sommer 1915 ließ Baernreither eine vertrauliche Denkschrift über das wirtschaftspolitische Verhältnis Österreich-Ungarns zu Deutschland in einem Kreis ausgewählter Politiker und Wirtschaftsfachleute der Monarchie und Deutschlands zirkulieren. Der Autor vertrat darin die Notwendigkeit eines engen wirtschaftlichen Bündnisses, mit dem Ziel der Erhöhung und Sicherung der wirtschaftlichen Machtstellung Österreich-Ungarns. Baernreither rechnete mit dem natürlichen Anschluss von Nachbarstaaten. 

„Durch diese erweiterten Grenzen einer wirtschaftlichen Verständigung, durch die große Landbrücke nach dem Orient und eine starke maritime Stellung in den nördlichen und südöstlichen Meeren Europas könnte ein Wirtschaftsblock geschaffen werden, der nicht nur den großen Weltmächten in jeder Hinsicht gewachsen wäre, sondern den mitteleuropäischen Völkern eine auf Wohlstand und freie Entfaltung der Kräfte begründete Kulturentwicklung gewährleisten würde.“

 Durch den Abschluss eines befristeten bilateralen Vertrages über die wirtschaftliche Zusammenarbeit werde verhindert, dass die kleinen europäischen Staaten isoliert den drei Weltmächten – dem Britischen Empire, Russland und den Vereinigten Staaten – gegenüberstehen.
Im November 1915 besprach Baernreither seine Denkschrift in Berlin, unter anderem am 9. November mit dem deutschen Außenminister Gottlieb von Jagow, der aber vor allem in der Frage der Eingliederung Polens in die Habsburgermonarchie seine Bedenken mitteilte. Österreich werde Polen nicht unter Kontrolle halten („verdauen“) können: „In welcher Form immer die Angliederung stattfindet, immer wird das Deutschtum in Österreich dadurch in seinem Einfluss geschwächt und reduziert.“
Der Staatssekretär für Finanzen Karl Helfferich und Jagows Stellvertreter Arthur Zimmermann stimmten der Denkschrift hingegen weitgehend zu.
Baernreithers Begeisterung für Mitteleuropa ließ später stark nach, weil er das Konzept zunehmend für unvereinbar mit der habsburgischen Souveränität hielt.
Mitteleuropa war für die deutsch-österreichischen Befürworter aus dem liberalen Lager und sogar für die Deutschnationalen, kein Plan auf Kosten der Donaumonarchie, sondern einer zu Gunsten Deutschlands. Man wollte die Monarchie durch Anlehnung an Deutschland stärken, nicht schwächen. Nur realistischere Betrachter wie Baernreither sahen die Problematik der gespaltenen Loyalität unter den Deutschen Österreichs. Er erkannte, dass Mitteleuropa eine größere Gefahr für Österreich-Ungarn wäre, als die politischen und wirtschaftlichen Probleme, die man damit zu lösen hoffte.

## Schriften (Auswahl)
- Josef Redlich (Hrsg.): Fragmente eines politischen Tagebuches. Die südslawische Frage und Österreich-Ungarn vor dem Weltkrieg. Verlag für Kulturpolitik, Berlin 1928.
- Oskar Mitis (Hrsg.): Der Verfall des Habsburgerreiches und die Deutschen. Fragmente eines politischen Tagebuches 1897-1917. Verlag Holzhausen, Wien 1939.